# A250-es autópálya (Németország)
Az A250-es autópálya (németül: Bundesautobahn 250) egy autópálya Németországban. Hossza 28 km.